# Villingota

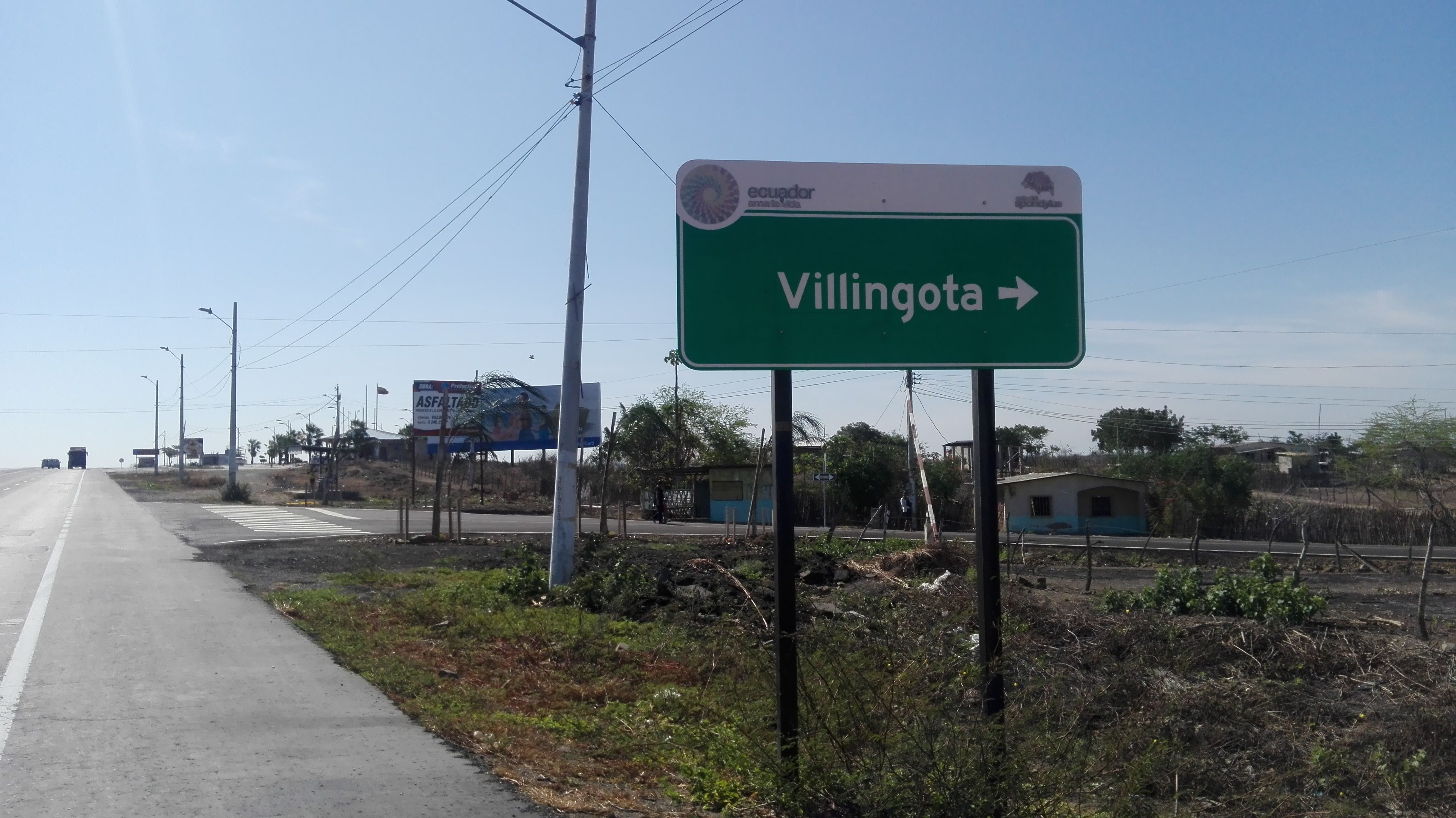
Entrada de Villingota por la Autopista Guayaquil-Salinas

La comuna Villingota pertenece a la parroquia Chanduy, cantón Santa Elena, provincia de Santa Elena, de raíces ancestrales, forma parte del Estado
Ecuatoriano único e indivisible, fue constituida jurídicamente mediante Acuerdo Ministerial N0. 4239, de fecha 16 de agosto de 1953.  La comuna está ubica al sureste del cantón de Santa Elena en la autopista Guayaquil-Salinas (km 61).
La comuna Villingota cuenta con una población registrada de 330 comuneros de los cuales solo 240 habitan parcialmente (mayoría mujeres), además existen 60
casas pero solo 45 son habitadas, un UPC (Unidad de Policía Comunitaria), poseen una escuelita con profesor unidocente, un parque, una iglesia, un cementerio, una sede comunal, una cancha mixta de indor y básquet, una albarrada y recientemente el paradero turístico  que beneficia a 8 familias proporcionándoles trabajo y además de resaltar la imagen de la comuna que fomenta el turismo.
La mayoría de personas han migrado a la provincia del Guayas y a comunas vecinas como Zapotal, Playas-Villamil, Progreso, ya que al no contar con trabajo seguro les toca buscar recursos por otro lado, también los padres de familia prefieren que sus hijos estudien en Santa Elena en escuelas de afuera de la comuna ya que existe una escuelita pero lamentablemente no cuenta con la estructura adecuada para educar a los niños, las computadoras esta dañadas y no pueden recibir sus clases, además el desaprovechamiento del potencial agrícola, ganadero, artesanal, manufacturera en los habitantes y en lo referente salud se puede recalcar que hay poca atención médica que cubran las necesidades de la comuna. El asunto de las tierras de las comunas genera conflictos entre los habitantes de estos lugares debido a que hay terrenos que se venden con la intención de obtener algún ingreso, algunos de forma legal y otro en forma ilegal. Esta actitud conlleva a la usurpación de tierras reduciendo la extensión de los terrenos de propiedad comunal que pueden ser utilizados en actividades productivas.